# Cars (videojuego)
Cars es un videojuego basado en la película del mismo nombre. Está disponible para los dispositivos de MacOS, Windows, PlayStation 2, Xbox , Xbox 360, Nintendo GameCube, Wii, Game Boy Advance, y Nintendo DS.
La versión de Wii incluye una funcionalidad orientada a los controles de movimiento gracias al Wii Remote.

## Jugabilidad
El juego está ambientado dentro de la ciudad de Radiador Springs (en su mayoría), el jugador debe completar las 5 carreras (que se obtienen ganando misiones y carreras de Radiador Springs) para ayudar a Rayo McQueen a ganar la Copa Pistón. 
El juego tiene lugar en un mundo abierto, desértico y cuenta con once personajes jugables de la película. Las voces de los personajes, cada una expresada por el original talento de la voz..

## Personajes
Cada personaje jugable posee un mínimo de 4 pinturas alternativas que se desbloquean durante el transcurso del juego.
Habitantes de Radiador Springs
- Rayo McQueen
- Mate
- Sally Carrera
- Doc Hudson
- Ramón
- Flo
- Sheriff

Copa Pistón
- Chick Hicks
- Darrell Cartrip
- Strip Weathers alias "El Rey"

Otros
- Wingo
- Mega Rayo
- Conde Espátula.

## Reparto
| Personaje               | Actor de voz original | Doblaje de Hispanoamérica | Doblaje de España       |
| ----------------------- | --------------------- | ------------------------- | ----------------------- |
| Rayo McQueen            | Owen Wilson           | José Antonio Maciás       | Abraham Aguilar         |
| Doc Hudson              | Paul Newman           | José Lavat                | Julio Núñez             |
| Sally Carrera           | Bonnie Hunt           | Dulce Guerrero            | Beatriz Berciano        |
| Mate                    | Larry the Cable Guy   | Mario Filio               | Miguel Ayones           |
| Chick Hicks             | Michael Keaton        | Carlos Becerril           | Salvador Aldeguer       |
| Strip "El Rey" Weathers | Richard Petty         | Jorge Lapuente            | Miguel Zúñiga           |
| Luigi                   | Tony Shalhoub         | Salvador Nájar            | Fernando Hernández      |
| Sargento                | Paul Dooley           | Polo Ortín                | Carlos Kaniowsky        |
| Fillmore                | George Carlin         | Eduardo Tejedo            | Luis Marín              |
| Ramón                   | Cheech Marin          | Jorge Arvizu              | José Escobosa           |
| Flo                     | Jenifer Lewis         | Ángela Villanueva         | Isabel Donate           |
| Sheriff                 | Michael Wallis        | Francisco Colmenero       | Paco Hernández          |
| Lizzie                  | Katherine Helmond     | María Santander           | Matilde Conesa          |
| Mack                    | John Ratzenberger     | Arturo Mercado Chacón     | David García Vázquez    |
| Mia                     | Lindsey Collins       | Yadira Aedo               | Cristina Yuste          |
| Tia                     | Elissa Knight         | Romina Marroquín Payró    | Mar Bordallo            |
| Boost                   | Jonas Rivera          | Eduardo Giaccardi         | Luis Reina              |
| DJ                      | E.J. Holowicki        | Yamil Atala               | Ricardo Escobar         |
| Wingo                   | Adrian Ochoa          | Ricardo Tejedo            | Alejandro (Peyo) García |
| Snot Rod                | Lou Romano            | Héctor Alcaraz            | Emilio de Villota Sr.   |
| Fletcher                | Brian George          | Ricardo Mendoza           | Antonio Villar          |

## Autódromos
Los autódromos representan el avance en la historia; el ganar la carrera de cada autódromo da hincapié a desbloquear más eventos para así, llegar a la carrera final en Los Ángeles; como sucede también en la película.
- Autódromo de Palm Mile.
- Autódromo del Sur.
- Autódromo Internacional de Sun Valley.
- Autódromo Internacional de Smasherville.
- Autódromo Internacional de Los Ángeles.

## Códigos
- CONC3PT  - Desbloquea todo el arte conceptual.
- IF900HP - Desbloquea todos los minijuegos.
- IMSPEED - Aceleración más rápida en todos los modos de carrera.
- MATTL66 - Desbloquea todas las carreras en carretera y las carreras de la Copa Pistón.
- R4MONE - Desbloquea todas las pinturas.
- TRGTEXC - Desbloquea el circuito rápido de Mate y la limpieza de la cuenta regresiva de Mate
- VROOOOM - Impulso ilimitado
- WATCHIT - Desbloquea todos los vídeos del juego
- YAYCARS - Desbloquea todos los personajes jugables.
- CHMPION - El nivel de dificultad del modo historia se ve incrementado (dicho código ha de ser usado como el nombre del perfil a usar)

## Recepción
En general, el juego ha recibido comentarios positivos. GameSpot dio 7.0 de 10 para las versiones de Xbox 360, Wii y PlayStation 2, 7.6 de 10 para las versiones de GameCube y Xbox, y 7.4 de 10 para la versión de PSP. Metacritic le dio 65 de 100 para la versión de Wii, 54 de 100 para la versión de DS, 73 de 100 para la versión de PC, 71 de 100 para la versión de PlayStation 2 , y 70 de 100 para la versión de PSP.